# Płonica (województwo lubuskie)
Płonica – wieś w Polsce położona w województwie lubuskim, w powiecie gorzowskim, w gminie Deszczno.
W latach 1975–1998 miejscowość położona była w województwie gorzowskim.